# Benoît Springer
Pour les articles homonymes, voir Springer.
Benoît Springer est un auteur de bande dessinée français né le 7 avril 1973 à Saintes, en Charente-Maritime.

## Biographie
Après un Bac littéraire option art et une année à l'école des Arts Plastiques de Bordeaux, il entre à l'atelier BD de l'École de l'Image d'Angoulême. Avant d'avoir obtenu son diplôme, il réalise une histoire complète dans Les Enfants du Nil tome 3, album collectif regroupant des travaux des étudiants de sa formation. En compagnie de Christophe Gibelin, scénariste de la série Les Lumières de l'Amalou, il réalise son premier album de la série Terres d'ombre. Au début de sa carrière, il est influencé par Frazetta, Mignola et Wendling. Il met en image les histoires de Séverine Lambour.

## Albums
- Les Enfants du Nil tome 3 (collectif)
- Terres d'ombre, scénario Christophe Gibelin, Delcourt

1. Tome 1 : Les Yeux de pierre (1996)
2. Tome 2 : Failles (1997)
3. Tome 3 : Chrysalide (1999)

- Terres d'ombre Édition intégrale (2003)
- Volunteer, scénario Muriel Sevestre, Delcourt

1. Tome 1, 2002  (ISBN 2-84055-719-3)[3].
2. Tome 2, 2004  (ISBN 2-84789-015-7)[4].
3. Tome 3, 2006  (ISBN 2-7560-0323-9)[5].

- Les Chroniques de Sillage, tome 1 (collectif), Delcourt, 2004
- 3 ardoises, scénario Séverine Lambour, Carabas, 2005[6]
- Allée des Rosiers, avec Olivier Martin, Laurent Houssin et Séverine Lambour, Carabas, 2007[7],[8]
- Hanté, (collectif), Soleil Productions, 2008
- Les Funérailles de Luce, Vents d'ouest, 2008
- La Rebouteuse, scénario Séverine Lambour, Vents d'ouest, 2009
- Cécile, scénario de Séverine Lambour, La boîte à bulles, 2010
- On me l'a enlevée, scénario de Séverine Lambour, Vents d'ouest, 2010
- La Boussole, scénario Séverine Lambour, Quadrants, 2011
- Le Beau Voyage, scénario de Zidrou, Dargaud, 2013[9],[10],[11],[12]
- L'Indivision, scénario de Zidrou, Futuropolis, 2015[13]
- La Petite Souriante, couleurs avec Séverine Lambour, scénario de Zidrou, Dupuis, 2018[14],[15]

## Illustrations
- Portfolio, Les temporalistes réunis, 2003
- Edge II, Les samouraïs du futur, collectif, Kana, 2007
- Vampires, collectif, carabas,
- Haïku illustration d'un Haïku de la poétesse Hisajo Sugita, sérigraphies en tirage limité, numérotées et signées en 40 exemplaires,  Atelier les Mains Sales, 2012